# Taittinger
Taittinger IPA: [tɛtɛ̃ʒe] è una delle più grandi case produttrici di champagne del mondo con sede a Reims, nella regione della Champagne-Ardenne.

## Storia
Il marchio Taittinger nacque nel 1932 all'acquisizione da parte di Pierre Taittinger del castello de la Marquetterie, con il quale rilevò la preesistente ditta Forest-Fourneaux, fondata nel 1734 da Jacques Fourneaux. Questi aveva lavorato a stretto contatto con i monaci benedettini, all'epoca proprietari di gran parte delle vigne circostanti. Tra i proprietari precedenti si annovera anche il filosofo Jacques Cazotte morto ghigliottinato durante il regime del Terrore.
I Taittinger erano mercanti di vino che si trasferirono nella Champagne dalla Lorena nel 1870. 
La crescita dell'azienda dal dopoguerra ad oggi è stata continua ma l'impulso maggiore si deve a Claude Taittinger che l'ha diretta dal 1960 al 2005 portando il marchio ai vertici mondiali.
Taittinger si caratterizza per l'utilizzo prevalente di Chardonnay. Altri vitigni consentiti per lo champagne come il Pinot nero sono utilizzati in percentuali minori rispetto a quelli dei principali marchi concorrenti. 

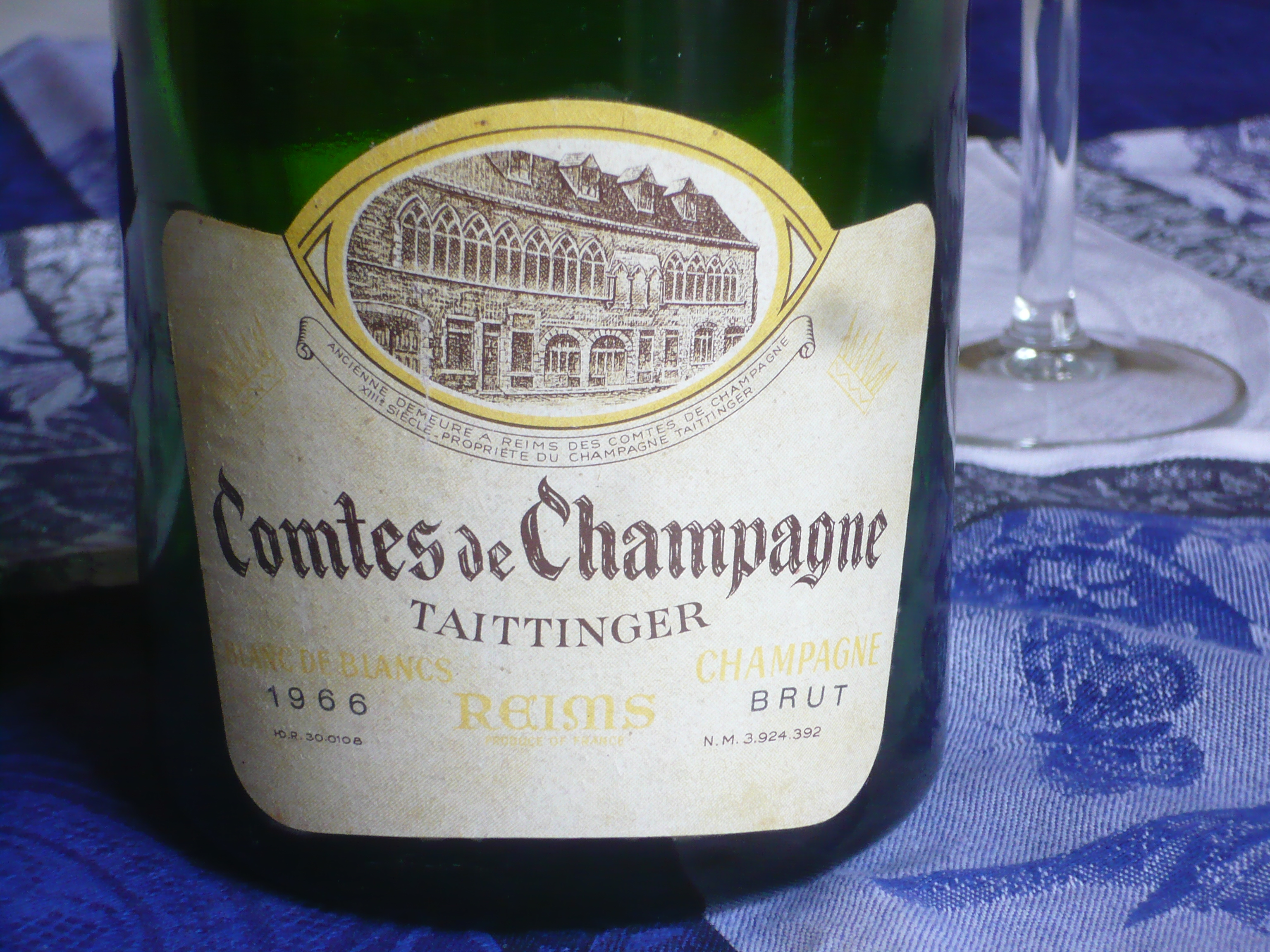
Etichetta del "Comtes de Champagne" del 1966

Con un partner americano, la Kobrand Corporation che distribuisce i loro prodotti negli Stati Uniti, la Taittinger ha avviato dal 1987 a Sonoma, in California, una grande casa vinicola denominata Domaine Carneros che produce vini e spumanti con metodo champagne sul modello della casa madre francese.

## Produzione
Nel 2014 Taittinger si è confermato sesto produttore mondiale di champagne.
Alcuni dei principali prodotti sul mercato sono:
- Comtes de Champagne - Blancs de blancs (Chardonnay)
- Comtes de Champagne - Rosé (30% Chardonnay, 70% Pinot Nero)
- Les Folies de la Marquetterie  (45% Chardonnay, 55% Pinot Nero)
- Brut Millésimé  (50% Pinot Nero, 50% Chardonnay)
- Brut Réserve (40% Chardonnay, 60% Pinot Nero e Pinot Meunier)
- Cuvée Prestige (40% Chardonnay, 60% Pinot Nero e Pinot Meunier)
- Nocturne (40% Chardonnay, 60% Pinot Nero e Pinot Meunier)
- Nocturne Rosé (30% Chardonnay, 70% Pinot Nero e Pinot Meunier)
- Prestige Rosé (30% Chardonnay, 70% Pinot Nero e Pinot Meunier)
- Prélude Grand Crus (50% Chardonnay, 50% Pinot Nero)